# Valorbiquet
Valorbiquet è un comune francese di nuova costituzione in Normandia, dipartimento del Calvados, arrondissement di Lisieux. Il 1º gennaio 2016 è stato creato accorpando i comuni di La Chapelle-Yvon, Saint-Cyr-du-Ronceray, Saint-Julien-de-Mailloc, Saint-Pierre-de-Mailloc e Tordouet che ne sono diventati comuni delegati.